# Semana Internacional de Artes Digitais e Alternativas
A Semana Internacional de Artes Digitais e Alternativas - SIANA é uma bienal na qual a arte, a ciência e o grande público se encontram e confrontam suas idéias em torno das tecnologias digitais e as formas de arte emergentes.

## Sobre a SIANA
Criar condições de trocas efetivas entre diferentes culturas, explorando as potencialidades do encontro entre a arte e as tecnologias da informação e da comunicação, por meio de dois eixos complementares: um artístico e outro científico. Esse é o principal objetivo da SIANA - Semana Internacional de Artes Digitais e Alternativas.
O evento foi idealizado na França e em março de 2009 chegou à sua terceira edição. Neste mesmo ano, pela primeira vez, a SIANA rompe os limites de seu país de origem e ganha novos territórios:Brasil e China. A semana faz parte do calendário de comemorações do Ano da França no Brasil. A chancela recebida pelo projeto se justifica pela promoção de um intercâmbio entre as produções científicas e artísticas dos dois países. 
É Minas Gerais que recebe o festival, nas cidades de Belo Horizonte e Brumadinho - localizada a 60 quilômetros da capital - entre os dias 29 de junho e 12 de julho. A escolha de BH se liga à intensa produção cultural e científica instalada na cidade, que mescla o novo com as tradições mineiras. Por estar fora do eixo Rio de Janeiro/São Paulo - onde se concentram os eventos culturais de amplitude internacional - a proposta de a SIANA promover a valorização da diversidade cultural é atendida.

### Principais Propostas
- Criar um espaço de diálogo transdisciplinar e enriquecedor entre artistas, pesquisadores, gestores, estudantes e o grande público, procurando vincular a arte, a tecnologia, a cultura e a sociedade.
- Disponibilizar ao maior número de pessoas as novas formas de artes visuais e multimídia tornadas possíveis através do desenvolvimento das tecnologias digitais, estimulando a vida cultural e favorecendo o acesso da população à espaços de convivência com o patrimônio cultural.
- Estimular a participação de pessoas desfavorecidas (financeiramente e/ou com capacidade limitada de relaciona-se com o meio e de utilizá-lo) através de visitas guiadas programadas como forma de promoção da igualdade de oportunidade de acesso à cultura.
- Promover residências artísticas e/ou acadêmicas cujos resultados serão apresentados durante o festival. As Residências serão realizadas durante os meses que precedem o evento para que artistas e pesquisadores brasileiros e franceses possam confrontar seus métodos de trabalho em torno de novas criações. 
- Realizar a publicação dos atos do colóquio como forma de divulgar e prolongar as discussões geradas pelo evento. 
- Destacar a diversidade da produção artística e científica da França contemporânea, menos conhecida que a cultura clássica francesa.

### Temática
"O imaginário das tecnologias digitais" é o tema dessa edição. As representações individuais e coletivas nutrem um imaginário que exerce influência sobre os usos cotidianos de objetos, cada vez mais comunicantes e complexos. A SIANA explora desde as aplicações concretas do design, às problemáticas sociais, passando pelas reflexões dos artistas frente à importância das tecnologias digitais na contemporaneidade. 
A semana é um espaço aberto, consagrado à reflexão, onde todos estão convidados a explorar e a compartilhar seu imaginário. A troca de experiências, ideias e conhecimento é o principal objetivo. O evento mostra-se como uma plataforma artística, científica e cultural que possibilite um enriquecimento mútuo. Assim, a SIANA pretende ser apenas um ponto de partida, fazendo com que as reflexões nela iniciadas permaneçam em constante processo de amadurecimento e difusão

## SIANA no Mundo

### SIANA França
A rodada francesa da SIANA 2009 aconteceu de 23 a 28 de março. Criada em 2003, a Semana Internacional de Artes Digitais e Alternativas é sediada em Evry, a cidade mais jovem da França. 
Durante as três edições do festival na França, desenvolveram-se estruturas de atividades baseadas nos eixos científico e artístico, e é essa mesma formatação que guia a SIANA nos outros países, neste ano, sob a temática "o imaginário das tecnologias digitais". 
A SIANA destaca a cultura, a criação, a investigação e a inovação da França contemporânea, menos difundida que a cultura clássica francesa. Dessa forma, consegue traçar um retrato original, inesperado, mas perfeitamente fiel do país hoje. 
Como forma de representação da diversidade da produção artística e científica francesa, parte das obras apresentadas na SIANA França será igualmente mostrada na rodada brasileira. Considerada um polo universitário Evry é rica em parques, arquitetura experimental, lugares de produção de cultura, e se assemelha ao Brasil no que diz respeito à diversidade étnica.

### SIANA China
A terceira rodada da SIANA 2009 terá lugar na Ásia. Em outubro, Nanchang, na China, será palco para o evento. A cidade é uma das mais dinâmicas do país, graças a sua indústria emergente.
A SIANA China se localiza em um contexto onde linearidade narrativa se mostra ameaçada pela explosão de meios de comunicação interativos e pelos recursos hipertextuais e multimídia. Em solo asiático, reflexões sobre a relação entre arte e tecnologia serão estimuladas por uma exposição internacional que toma a animação, a interatividade e o digital como ponto de partida. A ambição é prefigurar o nascimento de um museu das novas mídias, além de inscrever a pesquisa cientifica na encruzilhada das problemáticas artísticas e industriais.
Os principais parceiros da semana chinesa são a Secretaria de Cultura da Província de Jiangxi, a prefeitura de Nanchang e a Telhow Group, empresa de alta tecnologia que investe no desenvolvimento na produção cultural.

## Anfitriões da SIANA BRASIL 2009

### Conservatório UFMG
O Conservatório UFMG  foi inaugurado em agosto de 2000, após ampla reforma e restauração do prédio que abrigou, durante vários anos, a Escola de Música da Universidade Federal de Minas Gerais. Considerado um dos principais espaços da música erudita em Belo Horizonte, o Conservatório UFMG também serve de palco para outras manifestações culturais, abrigando duas galerias de exposições, auditórios, salas de aula, pátio interno para eventos e sala de recitais. Essa infra-estrutura permite a realização de eventos variados: congressos, cursos, seminários, reuniões e apresentações artísticas e culturais.  

### Palácio das Artes - Fundação Clóvis Salgado
Maior e mais representativo centro de produção, formação e difusão cultural de Minas Gerais e um dos maiores da América Latina. A Fundação Clóvis Salgado possui cerca de 400 funcionários, entre artistas, professores, técnicos e administrativos. Projeto original do renomado arquiteto Oscar Niemeyer, a Fundação ocupa um complexo arquitetônico de 18 mil m². Ao longo de três décadas de atividades, consolidou-se como um moderno centro de exibição, produção e formação de recursos humanos para o mercado de artes e espetáculos.

### Museu das Telecomunicações - Oi Futuro
Espaço da memória, da experimentação e da contemporaneidade, o Museu das Telecomunicações incorpora as mais avançadas tecnologias e tendências museográficas do século XXI para contar o desenvolvimento da comunicação. Documentos, objetos históricos e mais de 120 vídeos, produzidos em parceria com cerca de 90 instituições nacionais e internacionais, conduzem o visitante a uma viagem virtual em um único ambiente. O espaço faz parte do Instituto Oi Futuro, que tem como missão colaborar para reduzir as distâncias sociais no Brasil. O Museu das Telecomunicações possui duas unidades, sendo uma em Belo Horizonte e a outra no Rio de Janeiro. 

### Inhotim
O Instituto Inhotim é um complexo museológico original, constituído por uma seqüência não linear de pavilhões em meio a um parque ambiental. O acervo é composto por pinturas, esculturas, desenhos, fotografias, vídeos e instalações de artistas brasileiros e internacionais. O Parque Tropical possui áreas que seguiram conceitos sugeridos pelo paisagista Roberto Burle Marx. Suas ações incluem, além da arte contemporânea e do meio ambiente, iniciativas nas áreas de pesquisa e de educação. É um lugar de produção de conhecimento, gerado a partir do acervo artístico e botânico. Criado em 2005, Inhotim é localizado em Brumadinho, a 60 quilômetros de Belo Horizonte.